# Монте Франко (Рим)
Монте Франко је насеље у Италији у округу Рим, региону Лацио.
Према процени из 2011. у насељу је живело 103 становника. Насеље се налази на надморској висини од 264 м.